# Isonychia velma
Isonychia velma är en dagsländeart som beskrevs av James George Needham 1932. Isonychia velma ingår i släktet Isonychia och familjen Isonychiidae. Inga underarter finns listade i Catalogue of Life.